# Industrialisierung in Mexiko
Die  Industrialisierung in Mexiko war die Basis zur Entwicklung Mexikos vom Entwicklungsland zum Schwellenland. Sie schritt zwar zeitweise gut voran, die Ausgangsbedingungen für den Aufbau einer eigenen Industrie waren aber denkbar ungünstig.

## Ausgangsbedingungen des Industrialisierungsprozesses
Vor der Ankunft der spanischen Kolonisatoren war Mexiko die Heimat verschiedener Hochkulturen, welche bereits über eine hochentwickelte Handwerkskunst verfügten. Die Kolonialzeit ließ jedoch keine problemlose Weiterentwicklung in Richtung Industrialisierung zu. Da Spanien nur Interesse an der Gewinnung und dem Export von Mexikos Rohstoffen (vor allem Silber) hatte, wurden nur die wirtschaftlichen Sektoren gefördert, die für den Bergbau und den Abtransport der Erze erforderlich waren. Außerdem behinderten die mangelhafte Infrastruktur, die begrenzte Verfügbarkeit von Arbeitskräften und die Verbote der Kolonialmacht eine positive Entwicklung. Der Umstand, dass Spanien mit seinen Kolonien jederzeit einen sicheren Absatzmarkt für seine Waren besaß, beeinträchtigte auch den beginnenden Industrialisierungsprozess der Kolonialmacht. Deshalb wurden keine neuen Technologien und Produkte in Spanien hergestellt, wodurch auch Mexiko nicht auf eine mögliche Unterstützung hoffen konnte. Die beginnende Industrialisierung in England, war in der zweiten Hälfte des 18. Jahrhunderts der hauptsächliche Auslöser für die Unabhängigkeitsbemühungen der mexikanischen Führungsschicht. Die Mexikaner erhofften sich durch die Loslösung von der Kolonialmacht nicht nur politische und finanzielle Unabhängigkeit, sondern auch die Entwicklung neuer wirtschaftlicher Aktivitäten.
Als 1821 dann endlich die erhoffte Unabhängigkeit erreicht war, waren die Erwartungen groß. Die Rahmenbedingungen für eine Neuordnung der Wirtschaft des selbstständig gewordenen Mexikos waren jedoch denkbar ungünstig. Die fehlenden alternativen Strategien, die politische Instabilität und die kriegsbedingten Zerstörungen im Land, trugen Schuld an der fortwährenden Konzentration der Wirtschaftspolitik auf den Silber- und Agrarexport. Erste Ansätze der Förderung der Industrialisierung wurden mit der Öffnung der mexikanischen Häfen (1821), der Errichtung einer Art Entwicklungsbank (1830) und der Gründung der Direcció General de Industrias (1842) getan. Aufgrund der Reformgesetze des Präsidenten Benito Juárez, 1857, verbesserte sich die wirtschaftliche Lage im Land geringfügig. Er nahm der Kirche ihren riesigen Grundbesitz und eignete diesen dem Staat an. Außerdem trieb er die Rationalisierung des Staatsapparates an und schuf die Grundlage  für ein nationales Bildungssystem. Da die Reformen aber auch den Export von Agrarprodukten unterstützten und dadurch das Land wieder ins alte Muster fiel, hatten diese nicht nur positive Folgen. Außer im Textilbereich konnten sich in Mexiko keine nennenswerten Industriezweige entwickeln, da es an Kapital und Unternehmermentalität fehlte. Die Textilproduktion, welche schon um 1800 florierte, verdoppelte sich zwischen 1854 und 1877.

## Wirtschaftswachstum und Revolution
Die Regierungszeit des Diktators Porfirio Díaz, der von 1876 bis zum Ausbruch der Revolution 1910 die Befehlsgewalt innehatte, beeinflusste die wirtschaftliche Situation der Republik äußerst positiv. Die politische Stabilität während seiner Amtszeit ließ das Vertrauen ausländischer Investoren wachsen. Besonders England und die USA ließen viel Geld in das Land fließen, was sich stark auf die Verbesserung der Infrastruktur auswirkte. Außerdem integrierte sich das Land langsam durch seine Agrarexporte in den Weltmarkt und konnte durch das ausländische Kapital einen eigenen Finanzsektor aufbauen. Damit waren die Voraussetzungen für den wirtschaftlichen Aufschwung geschaffen. Durch die Transporteinsparungen aufgrund des „Eisenbahnbooms“ und durch den Ausbau des Straßennetzes entstand im Land allmählich ein Binnenmarkt. So konnten in einigen Bereichen ausländische Importe durch einheimische Lieferungen ersetzt werden. Der Aufschwung stützte sich aber weiterhin auf den Rohstoffexport. Während des Porfiriats erhöhten sich die mexikanischen Ausfuhren ins Ausland auf das Sechsfache. Auch wenn es im Land wirtschaftlich aufwärtsging, stieg die Unzufriedenheit in der breiten Bevölkerung immer weiter an und führte schließlich 1910 zu einer Revolution.
Die steigende Armut der Kleinbauern, Landlosen und der durch die Industrialisierung verdrängten Handwerker war die Hauptursache für den phasenweise mit großer Härte geführten Revolutionskrieg. Der bewaffnete Aufstand begann am 20. November unter Francisco Madero und Pancho Villa in Nordmexiko. Die Produktion in Bergbau, Industrie und Landwirtschaft nahm aufgrund der kriegerischen Auseinandersetzungen während der Revolution deutlich ab. Die Unruhen im eigenen Land waren jedoch nicht alleine für die sinkenden Wachstumsraten verantwortlich. Aufgrund der Weltwirtschaftskrise (ab 1929/30) und der Depressionen in den USA ging die ausländische Nachfrage nach Metallen, Nahrungsmitteln und einigen Fertigwaren erkennbar zurück. Dieser Umstand und die restriktive Haltung der revolutionären Gruppen gegenüber dem Auslandskapital wirkten sich negativ auf den Export und damit auf das komplette Wirtschaftswachstum aus.
Bis zum Ende der Revolution, 1929, schrumpfte die Bevölkerungszahl Mexikos von 15,2 auf 14,8 Millionen Einwohner und viele Teile des Landes wurden komplett verwüstet.

## Importsubstituierende Industrialisierung
Die Folgen der Weltwirtschaftskrise waren in Mexiko zwar schwerwiegend, jedoch erholte sich der Staat schneller von ihren Auswirkungen als die meisten Industriemetropolen. Nachdem  der wirtschaftliche Tiefpunkt 1932 überwunden war, konnten schon nach wenigen Jahren die meisten Branchen wieder einen Konjunkturanstieg verzeichnen. Wegen der unverändert hohen Nachfrage nach dem Silber und dem Erdöl Mexikos konnte der Handel angetrieben und das Preisniveau wiederhergestellt werden. Weitere Gründe für die rasche Rehabilitation nach der Krise lieferte die handlungsorientierte staatliche Wirtschaftspolitik: Die Aufgabe des Goldstandards, die Pesoabwertung und einige Infrastrukturmaßnahmen schufen erhebliche Vorteile für die Industrie.
Besonders die weiterverarbeitende Industrie erlebte zu dieser Zeit einen vergleichsweise enormen Aufschwung und hatte am gesamten Wirtschaftswachstum einen Anteil von 40 %. Trotz der erneuten Erstarkung des Exportsektors, wurde die Industrie allmählich zum „Zugpferd“ der mexikanischen Entwicklung. Dieser plötzliche Industrialisierungsfortschritt wurde durch drei Gründe hervorgerufen:
1. Die steigenden Profitaussichten im Industriesektor
2. Die zunehmende interne Nachfrage an den industriellen Produkten
3. Der massive Transfer von Ressourcen aus dem Agrarsektor

Das Land begann zunehmend mit der Produktion von eigenen Produkten und war in vielen Bereichen nicht länger vom Import ausländischer Fertigwaren abhängig. Mit der Erhöhung der Zölle wurde gewährleistet, dass einheimische Erzeugnisse preiswerter und trotz geringerer Qualität gefragter wurden. Das Kapital konnte aufgrund der besonders günstigen Profitmöglichkeiten der Industriebranche rasant vermehrt werden und bot somit eine ideale Voraussetzung für ein konsequentes Industrialisierungsprogramm. Ein solches Reformprogramm wurde jedoch erst während der Regierungszeit von Lázaro Cárdenas (1934–1940) umgesetzt. Infrastrukturelle Verbesserungen, ein intaktes Bankensystem, wachsende Kaufkraft und Vorteile für die Industriearbeiterschaft (z. B. billige Nahrungsmittel) förderten die Industrieproduktion erheblich. In der folgenden Zeit wuchsen die Profite weiter an und das Investitionsvolumen nahm zu. Aufgrund der Wirtschaftspolitik von Cárdenas entwickelten sich damals viele kleine und mittlere Unternehmen, die mit einfachen Technologien Konsumgüter herstellten.
Insgesamt waren die 30er Jahre ein äußerst erfolgreiches Jahrzehnt für Mexiko, in dem das beschleunigte Wirtschafts- und Industriewachstum ab 1940 vorbereitet wurde.

## Das „mexikanische Wunder“ ab 1940
Die idealen Voraussetzungen, welche in den 1930er Jahren geschaffen wurden, waren der Grundstein für das „mexikanische Wunder“. Mit diesem Begriff wird die wirtschaftlich äußerst erfolgreiche Zeit von 1940 bis 1980 bezeichnet. In diesen 40 Jahren wuchs das Bruttoinlandsprodukt (BIP) im Jahresdurchschnitt um mehr als 6 %. Der Anteil des Industriesektors am steigenden BIP wuchs immer weiter an und erreichte zeitweise 34 %.  Diese eindrucksvollen Wachstumsraten sind anfangs hauptsächlich auf die komplett veränderte Import-Export Situation während des Zweiten Weltkrieges zurückzuführen. Manuel Ávila Camacho, welcher 1940 zum Präsidenten des Landes gewählt wurde, bezog in diesem Weltkrieg Position gegen die Achsenmächte und versorgte die USA mit Arbeitern und Rohstoffen aus Mexiko. Als Gegenleistung für die Unterstützung der Alliierten erhielt Mexiko moderne Maschinen und neue Technologien.
Nach dem Zweiten Weltkrieg setzte die mexikanische Regierung weiterhin auf die importsubstituierende Industrialisierung und damit auf den Ausbau des Binnenmarktes. Bisher versuchte man in Mexiko lediglich die einfachen importierten Konsumgüter durch eigene zu ersetzen, doch ab dem Ende der 1950er Jahre wurde der Versuch unternommen auch langlebige Konsumgüter und Kapitalgüter selbst zu produzieren. Der Erfolg dieses Experiments war jedoch sehr beschränkt. Nur bei der Herstellung von elektronischen Erzeugnissen, Metallwaren und Automobilen funktionierte der Substitutionsplan. Dieser Umstand und die Verlangsamung des wirtschaftlichen Wachstums zeigten auf, dass die traditionellen Schwächen der Industrie noch nicht endgültig überwunden waren. Als die Organisation der Erdöl exportierenden Länder (OPEC) im Jahre 1973 die Ölfördermengen reduzierte, stieg der Ölpreis weltweit um circa 70 % an. Da Mexiko über riesige Ölvorkommen verfügt und schon damals zu den bedeutendsten Erdölexporteuren der Welt zählte, wirkte sich dieser „Erdölboom“ äußerst positiv auf die Wirtschaft des Landes aus. Die Förder- und Exportzahlen stiegen kontinuierlich an und ermöglichten den Bau einer Öl verarbeitenden Industrie im Land. Die PEMEX, eine staatliche Monopolgesellschaft für die Förderung und Verarbeitung des mexikanischen Erdöls, erzielte 1976 mit dem Erdölexport 75 Prozent der gesamten Deviseneinnahmen des mexikanischen Staates. Die durch die Petrolisierung der Wirtschaft gesteigerten Erdölexporte waren aber nicht alleinig für das Wirtschaftswachstum verantwortlich. Hohe Staatsausgaben und eine stark zunehmende Auslandsverschuldung kurbelten das Wachstum zwar kurzzeitig an, jedoch war es absehbar, dass diese Abhängigkeit von ausländischen Schuldnern auf längere Sicht nicht erfolgreich sein konnte.  Schon zur Mitte der 1970er Jahre zeichneten sich erste wirtschaftliche Schwierigkeiten ab, aber 1976 endete das „milagro mexicano“ dann endgültig.

## Wirtschaftliche Probleme und die Krise von 1982
Als Mexiko 1968 einen Anteil von 26,5 % am gesamtlateinamerikanischen Sozialprodukt hatte und das Wirtschaftswachstum nicht aufzuhalten zu sein schien, war es umso erstaunlicher, dass ab der Mitte der 70er eine Krise nach der anderen das Land erschütterte. 1976 war es wegen der hohen Inflationsrate nötig, die Währung deutlich abzuwerten. Die Wachstumsraten stiegen dann nochmals auf über 9 % jährlich an, jedoch nur aufgrund der hemmungslosen Aufnahme von ausländischen Krediten. Die Auslandsverschuldung des Staates erhöhte sich innerhalb von zwölf Jahren, von 1970 bis 1982, von 3 Milliarden USD auf 85 Milliarden USD. Dieser verheerende Anstieg führte dazu, dass im Jahre 1982 der Staat Mexiko seine Zahlungsunfähigkeit bekanntgeben musste. Der plötzliche Rückgang der Ölpreise und der Anstieg der internationalen Zinssätze auf die Kredite, trugen hauptsächlich Schuld an der Katastrophe. Nun wurde eindeutig sichtbar, dass die unrealistische Wirtschafts- und Finanzpolitik des Staates auf Dauer nicht erfolgreich sein konnte. Die Präsidentschaftszeit von Miguel de la Madrid (1982–1988) war von dem intensiven Versuch der Schuldenbekämpfung geprägt. Er setzte ein Strukturanpassungsprogramm um, welches die Verschuldung eindämmen sollte. Folgende Punkte wurden in diesem Programm umgesetzt:
- Reduktion des Budgetdefizits
- Eingeschränkte Finanzpolitik zur Verringerung der Inflation
- Aufhebung öffentlicher Subsidien
- Abwertung des Peso
- Exportförderung und Importverringerung

Die sozialen Auswirkungen dieser Maßnahmen auf die Gesellschaft waren dramatisch. Die durchschnittlichen realen Jahreslöhne der Arbeiterschaft halbierten sich in den 80ern. Außerdem stieg die Arbeitslosenquote und dadurch die Unterbeschäftigung im Land, um etwa 50 % an. Dies führte zur Verarmung der großen Mehrheit der Bevölkerung. Ende der 80er Jahre musste über die Hälfte aller Mexikaner mit einem Monatseinkommen von nur 200 USD auskommen. Die Krise von 1982 hinterließ ein ungeordnetes wirtschaftliches und gesellschaftliches Chaos, welches noch Auswirkungen auf die heutige Zeit hat.

## Das Land nach der Krise
Präsident Miguel de la Madrid gab am ersten Dezember 1988 sein Amt an Carlos Salinas de Gortari weiter. Seine Aufgabe war es nun, die negativen Auswirkungen der landesweiten Krise einzudämmen und den Modernisierungsprozess voranzutreiben. Sein neoliberales Reformprojekt nahm sich die Anpassungsprogramme der anderen lateinamerikanischen Staaten als Vorbild. Die in den Vorjahren streng geführte Konzentration auf den Binnenmarkt wurde gelockert und die Märkte geöffnet.
Ein weiterer entscheidender Schritt seines Programms war die Privatisierung der staatlichen Unternehmen. Auch die Banken, die 1982 verstaatlicht wurden, reprivatisierte Salinas schließlich. Die neue exportorientierte und weltmarktintegrierte Wirtschaftspolitik lieferte schnell positive Ergebnisse.
Im Dezember 1992 unterzeichneten die Präsidenten von Mexiko, den USA und Kanada das North American Free Trade Agreement (Nordamerikanisches Freihandelsabkommen; NAFTA). Damit war der Staat fortan Mitglied der größten Freihandelszone der Welt. Mit dem Inkrafttreten dieses Abkommens wurde der stufenweise Abbau der Zolltarife zwischen den drei Mitgliedsstaaten gewährleistet. Des Weiteren wurden Investitionen entscheidend erleichtert und die Dienstleistungsmärkte liberalisiert.
Das NAFTA war der Höhepunkt der Sanierungspolitik unter Salinas de Gontari und die Ausgangsbedingung der verbesserten mexikanisch-amerikanischen Handelsbeziehungen.
Am 18. Mai 1994, also nur kurze Zeit nach der Unterzeichnung des Abkommens, wurde Mexiko in die Organisation for Economic Cooperation and Development (Organisation für wirtschaftliche Zusammenarbeit und Entwicklung; OECD) aufgenommen. Fast alle der 30 Mitgliedstaaten dieser Organisation sind Industrieländer und Mexiko gelang es, als erstes „Nicht-Industrieland“ ihr beizutreten. Die Gemeinschaft hat sich einige Ziele zur Aufgabe gemacht:
- Förderung nachhaltigen Wirtschaftswachstums
- Höhere Beschäftigung
- Unterstützung der Entwicklung anderer Länder
- Sicherung finanzieller Stabilität
- Steigerung des Lebensstandards
- Beitrag zum Wachstum des Welthandels

Spätestens mit dem Beitritt zur OECD wird klar, dass Mexiko nicht mehr zu den Entwicklungsländern zählt, sondern den Sprung zum Schwellenland geschafft hat. Mit diesem Ereignis endet Mexikos Weg vom Entwicklungsland zum Schwellenland.